# Tetraloniella nanula
Tetraloniella nanula är en biart som först beskrevs av Cockerell 1932.  Tetraloniella nanula ingår i släktet Tetraloniella och familjen långtungebin. Inga underarter finns listade i Catalogue of Life.